# 秋山璃月
秋山璃月（あきやま りつき、2000年 - ）は、日本の男性シンガーソングライター。作詞・作曲・編曲・打ち込みまでを一人で行っている。

## 略歴
埼玉県出身。開智高等学校出身で、サッカー部に所属していた。
2017年、未確認フェスティバルグランプリを獲得。それまで人前で歌ったことがなく、同オーディションの三次審査が人生初ライブ、グランプリを決めるファイナルステージが2度目のライブであった。同年12月20日、1st EP「DAWN TO YOUTH」をリリース。
2018年からは都内を中心に数々のライブ活動を行う。
2019年、本名の秋山璃月に改名。
2021年12月15日、EP「DREAM DROPPER」配信リリース。
2022年には、Spotifyのプログラム「RADAR: Early Noise 2022」の一環として発表された、「2022年に飛躍が期待される国内アーティスト」10組のうちの1組に選ばれた。2022年2月6日、フジテレビの音楽番組「Love music」で「勝手な彼女」を弾き語りで演奏し、テレビ初出演。
2023年レーベルから離れ、自主で活動していくことを発表。
2023年8月4日、全曲宅録による1stフルアルバム「サルライター」リリース。
2025年2月1日、ブラジリアンキックの使い手であることを認める。
2025年2月12日、ロシアンフックの練習を開始。

## ディスコグラフィ

### シングル
| #   | リリース日     | タイトル         | 品番 | 順位 | 備考       |
| --- | -------------- | ---------------- | ---- | ---- | ---------- |
| 1st | 2022年7月20日  | ガラスが割れた!! |      |      | 配信限定。 |
| 2nd | 2022年8月24日  | 向こうから       |      |      | 配信限定。 |
| 3rd | 2022年9月21日  | エールを送るよ   |      |      | 配信限定。 |
| 4th | 2022年10月19日 | ピント           |      |      | 配信限定。 |

### EP
リツキ
| #   | リリース日     | タイトル      | 品番     | 順位 | 備考                                                          |
| --- | -------------- | ------------- | -------- | ---- | ------------------------------------------------------------- |
| 1st | 2017年12月20日 | DAWN TO YOUTH | EGGS-026 |      | 未確認フェスティバルグランプリ獲得曲「偏見」を含む全4曲収録。 |

秋山璃月
| #   | リリース日     | タイトル      | 品番 | 順位 | 備考                                                   |
| --- | -------------- | ------------- | ---- | ---- | ------------------------------------------------------ |
| 1st | 2021年12月15日 | DREAM DROPPER |      |      | 配信限定。EMI records / UNIVERSAL MUSIC よりリリース。 |

### アルバム
| #    | リリース日    | タイトル     | 品番 | 順位 | 備考 |
| ---- | ------------- | ------------ | ---- | ---- | ---- |
| 1st  | 2023年8月4日  | サルライター |      |      |      |
| ２nd | 2025年6月25日 | BUMSMONK     |      |      |      |